# Abade (São Tomé)
Abade é uma aldeia de São Tomé e Príncipe, localiza-se no distrito de Mé-Zóchi, ilha de São Tomé, próxima às localidades de Java, Roça Nova e São Januário. 